# Bienkotetrix
Bienkotetrix là một chi côn trùng thuộc họ Tetrigidae.

## Các loài
Chi này có các loài sau:
- Bienkotetrix transsylvanicus